# Porphyrinia kruegeri
Porphyrinia kruegeri är en fjärilsart som beskrevs av Edward P. Wiltshire 1970. Porphyrinia kruegeri ingår i släktet Porphyrinia och familjen nattflyn. Inga underarter finns listade i Catalogue of Life.